# Красная Глинка (станция)
Остановочный пункт Красная Глинка — ранее существовавшая железнодорожная станция (пассажирская, законсервирована) в Самаре на территории посёлка Красная Глинка.
Собственник станции — Куйбышевская железная дорога — филиал Открытое акционерное общество «Российские железные дороги».

## История
В 1938 году через реку Сок был построен железнодорожный мост. Под руководством Особстроя началось строительство  Красноглинской железной дороги — ветки от станции Царевщина до посёлка Красная Глинка. Впоследствии планировалось связать Красную Глинку с Безымянкой.
В 1944 году в посёлок ходили пассажирские поезда из Куйбышева, только не с городского вокзала, а со станции Средневолжская. Поезда были составлены из товарных вагонов, в которых были набиты лавки, они не отапливались. На станции Красная Глинка пассажирам сразу в глаза бросалась яркая электрическая надпись с названием станции.
Пассажирские поезда ходили до 1950 года, затем ветка стала обслуживать потребности завода «Электрощит» и других промышленных предприятий посёлка — до середины 1970-х годов. Одними из последних пассажиров этой станции стали пленные немцы (возвращавшиеся в Германию), жившие в посёлке Управленческий.